# ファッジャーノ
ファッジャーノ（イタリア語: Faggiano）は、イタリア共和国プッリャ州ターラント県にある、人口約3,500人の基礎自治体（コムーネ）。

## 地理

### 位置・広がり

#### 隣接コムーネ
隣接するコムーネは以下の通り。
- ロッカフォルツァータ - 北
- リッツァーノ - 南東
- プルサーノ - 南西
- ターラント - 西、南・東（飛地）
- サン・ジョルジョ・イオーニコ - 北西